# Христианский флаг
Христианский флаг — экуменический флаг, созданный в начале XX века для представления всех верующих в христианстве и христианском мире. Он используется многими христианскими конфессиями, включая англикан, баптистов, меннонитов, методистов, моравских братьев, лютеран, пресвитериан, квакеров и реформатов. Флаг популярен в Северной Америке, Африке и Латинской Америке, имеет белое поле с красным латинским крестом внутри синего квадрата.
Красный цвет креста на флаге символизирует кровь Иисуса Христа, пролитую на горе Голгофе. Синий цвет прямоугольника представляет воды крещения, а также верность Иисуса Христа. Белый цвет представляет Его непорочность. Согласно традиционной вексиллологии, белый флаг символизирует подчинение Иисуса Богу-Отцу (Мф. 26:39). У размеров флага нет официальной спецификации.

## Возникновение
Христианский флаг впервые был предложен 26 сентября 1897 года в церкви Брайтон на Кони-Айленд в Бруклине, Нью-Йорк, США. Руководитель воскресной школы Чарлз К. Овертон провёл импровизированное выступление перед собравшимися студентами, так как назначенный спикер не смог прибыть на мероприятие. В своей речи Овертон спросил студентов, какой флаг для представления христианства мог бы им понравиться.
В 1907 году Овертон и Ральф Диффендорфер, секретарь Миссионерского движения «Методистская молодёжь», разработали и начали продвигать флаг.

## Символика
Белое поле представляет мир, непорочность и невинность. В верхнем углу — синий прямоугольник, символ небес — дома христиан, а также символ веры и истины. В центре синего прямоугольника — красный крест, отсылающий к цвету крови Христа, ознаменование и символ христианства.
Национальный совет церквей США принял флаг 23 января 1942 года. Совет представляет англикан, баптистов, меннонитов, методистов, моравских братьев, лютеран, восточных православных, пресвитериан, квакеров и реформаторов. Христианский флаг намеренно не имеет патента, так как создатель предназначил его для всего христианского мира. Известный автор гимнов Фанни Дж. Кросби посвятила флагу гимн на музыку Р. Хантингтона Вудмана, получивший название «Христианский флаг». Как и флаг, гимн предназначен для свободного использования. 26 сентября 1997 года христианский флаг отметил свой первый столетний юбилей.

## Использование
Основные протестантские деноминации в США приняли флаг изначально. В 1980-х годах многие ведомства предписывали его установку в церквях. Во время Второй мировой войны христианский флаг поднимался вместе с флагом США в некоторых лютеранских церквях, многие из которых — германского происхождения, желавшие показать свою солидарность с Соединёнными Штатами во время войны против нацистской Германии.
Из Северной Америки флаг распространялся с христианскими миссиями. Его можно увидеть в христианских церквях по всему миру, особенно в Латинской Америке и Африке. Также он принят некоторыми церквями в Европе, Азии и Африке. Восточное православие, особенно приходы в традиции западного обряда, начали использовать флаг только недавно.

## Клятва
Некоторые церкви практикуют «клятву верности» или «подтверждение лояльности» христианскому флагу, что схоже с клятвой верности американскому флагу. Первая клятва была написана Линном Гарольдом Хоу, методистским служителем, который слышал Ральфа Диффендорфера, секретаря миссионерского движения «Методистская молодёжь», пропагандирующего христианский флаг на собрании.
Он написал следующую клятву:
«Я клянусь в верности христианскому флагу и Спасителю, ради царства Которого он стоит; одного братства, объединяющего всё человечество в служении и любви».
Некоторые более консервативные церкви могут использовать альтернативный вариант клятвы:
«Я клянусь в верности христианскому флагу и Спасителю, ради царства Которого он стоит, — единому Спасителю, распятому, воскресшему, и вновь грядущему с жизнью и свободой для всех, кто верует».
Другие церкви используют такой вариант:
«Я клянусь в верности христианскому флагу, и Спасителю, ради царства Которого он стоит, единому братству, объединяющему всех [истинных] христиан в служении и любви».